# Руше (община)
Община Руше (словен. Občina Ruše) — одна з общин Словенії. Адміністративним центром є місто Руше.
Найбільшими природними багатствами общини є великі, густі ліси, які покривають 82% поверхні.

## Населення
У 2011 році в общині проживало 7284 осіб, 3692 чоловіків і 3592 жінок. Чисельність економічно активного населення (за місцем проживання), 2726 осіб. Середня щомісячна чиста заробітна плата одного працівника (EUR), 987,40 (в середньому по Словенії 987.39). Приблизно кожен другий житель у громаді має автомобіль (51 автомобілі на 100 жителів). Середній вік жителів склав 42,8 роки (в середньому по Словенії 41.8). 